# Armand-Jean-Baptiste Rotureau
Armand-Jean-Baptiste Rotureau (ou Rothureau, né à Levaré (Mayenne) en 1819 et mort à Paris 2e le 26 décembre 1899) est un médecin et hydrologue français.

## Biographie
Après avoir fait ses études à Levaré et au collège d'Avranches, il fut élève de l'École pratique de la Faculté de médecine de Paris, où il étudia sous Larroque, dont les soins le sauvèrent d'une grave atteinte de typhoïde. Il fut aussi interne à la Salpétrière et suivit les leçons d'Augustin-Nicolas Gendrin. Il traita dans sa thèse de doctorat les causes et le traitement de la fièvre adynamique, les causes efficientes des fractures, les usages du système pileux et sa coloration, la manière de reconnaître les falsifications de l'ambre gris. 
Il se fixa à Alençon, où son oncle était juge, puis revint s'établir à Paris en 1850. En 1855, il alla organiser dans l'Est la lutte contre le choléra. De retour à Paris, il reprit les études qu'il avait entamées à Alençon sur les propriétés des eaux de Bagnoles-de-l'Orne. Ayant reçu du gouvernement la mission d'analyser les eaux des principales sources minérales de l'Europe, il consacra neuf ans à ce travail, de 1855 à 1864. En 1879, il entreprit encore un voyage d'exploration scientifique en Algérie et en Tunisie.  
Membre de la Société d'hydrologie de Paris, Rotureau fut membre puis administrateur de l'Association générale des médecins de France. Il rédigea presque tous les articles d'hydrologie médicale du Dictionnaire encyclopédique des sciences médicales d'Amédée Dechambre et collabora également à un Manuel pratique de jurisprudence médicale.

## Publications
- Étude sur les eaux minérales de Nauheim, 1856
- Des principales eaux minérales de l'Europe, 3 vol., 1859-1864 (t. I., La France et législation ; t. II, Allemagne, Hongrie, Paris ; t. III., France, Angleterre, Belgique; Espagne, Portugal, Italie, Suisse et législation)

## Source
- « Armand-Jean-Baptiste Rotureau », dans Alphonse-Victor Angot et Ferdinand Gaugain, Dictionnaire historique, topographique et biographique de la Mayenne, Laval, A. Goupil, 1900-1910 [détail des éditions] (BNF 34106789, présentation en ligne), t. IV, p. 801.